# Investors in People
Investors in People (IIP oder IiP) ist ein Qualitätsmanagementsystem und Investors in People UK ist der Name einer Organisation mit Sitz in Großbritannien, die sich für die Verbreitung und Anwendung des Investors in People Standards als Rahmenrichtlinie einsetzt. Investors in People UK stellt Betrieben aller Art einen Leitfaden zur Verfügung, der als Bewertungsmaßstab für die Zertifizierung als Investor in People dient.

## Geschichte
Investors in People UK wurde 1993 als gemeinsame Initiative von Wirtschaft und Regierung in Großbritannien ins Leben gerufen, um die Wettbewerbsfähigkeit britischer Unternehmen im internationalen Vergleich zu stärken.
Die erste Version des Standards legte den Fokus auf Personalentwicklung und betriebliche Aus- und Weiterbildung als Grundvoraussetzung für eine positive Organisationsentwicklung. In den ersten Jahren war das Qualitätslabel ausschließlich britischen Unternehmen vorbehalten.
Mit zunehmendem Druck international tätiger Unternehmen wurde 1997 mit der weltweiten Verbreitung begonnen. Zusätzlich wurden auch nichtgewinnorientierte Organisationen (NPO) zertifiziert, so dass heute etwa 40.000 Unternehmen oder Organisationen in mehr als 20 Ländern mit dem Standard arbeiten (Stand: 2008).
Die revidierte Version aus dem Jahr 2004 geht weit über die reine Personalentwicklung hinaus und richtet den Fokus auf wirksame Unternehmensführung. Inzwischen wurde das Grundmodell um sogenannte Profile ergänzt, die Themen wie beispielsweise Nachhaltigkeit, Work Life Balance oder Soziale Verantwortung abdecken. Als Basis für die (Weiter-)Entwicklung des Standards dienen jeweils Best Practice Studien.

## Organisation
Die Partnerorganisationen von Investors in People UK sind in der Regel gemeinnützige Vereine. Sie sind für den Aufbau eines Berater- und Assessorenpools zuständig und bieten Dienstleistungen, Material und Schulungen in der jeweiligen Landessprache an. 
Mitglieder des Berater- und Assessorenpools werden von Investors in People UK oder dem International Quality Center offiziell akkreditiert. 

## Inhalte
Der Investors in People Standard umfasst drei Grundsätze mit insgesamt 10 Indikatoren:
- "Ein Investor in People entwickelt wirkungsvolle Strategien, um mit seinen Mitarbeitenden seine Leistung zu verbessern."
  - Eine Strategie zur Verbesserung der Leistung der Organisation ist klar definiert und verstanden.
  - Lernen und Personalentwicklung werden so geplant, dass die Ziele der Organisation erreicht werden können.
  - Die Personalstrategie fördert Chancengerechtigkeit in der Personalentwicklung.
  - Führungs- und Personalentwicklungskompetenzen sind klar definiert und verstanden.

- "Ein Investor in People wird aktiv, um mit seinen Mitarbeitenden seine Leistung zu verbessern."
  - Führungskräfte führen und fördern ihre Mitarbeitenden wirksam.
  - Der Beitrag der Mitarbeitenden zu den Zielen der Organisation wird anerkannt und geschätzt.
  - Durch ihre Beteiligung an Entscheidungen werden die Mitarbeitenden dazu ermutigt, Eigenverantwortung zu übernehmen.
  - Die Mitarbeitenden lernen und entwickeln sich mit Erfolg.

- "Ein Investor in People kann zeigen, welche Auswirkung seine Investition in die Mitarbeitenden auf die Leistung der Organisation hat."
  - Die Investition in die Mitarbeitenden verbessert die Leistung der Organisation.
  - Personalführung und -entwicklung verbessern sich kontinuierlich.

## Implementierung
Organisationen können den Standard in einem mehrstufigen Prozess weitgehend selbst oder mit externer Unterstützung implementieren: 
- Analyse (Review): Selbsteinschätzung und/oder Bestandsaufnahme durch Externe zur Identifizierung des Handlungsbedarfs
- Verpflichtung (Commitment): Entscheidung für Investors in People und Mitteilung dieser Entscheidung an alle Mitarbeitenden
- Planung und Umsetzung (Planning and Taking Action): Aktionsplan und schrittweise Durchführung von Verbesserungsmassnahmen
- Beurteilung (Assessment): interne Vor-Evaluierung und Beurteilung durch einen neutralen Gutachter
- Anerkennung (Recognition): Verleihung des Qualitätslabels Investor in People durch ein unabhängiges Anerkennungskomitee

Das Label gilt für drei Jahre, danach ist ein erneutes, vereinfachtes Anerkennungsverfahren (Post Recognition Review) möglich.

## Bedeutung
Der Investors in People Standard ist mit dem EFQM-Modell direkt vergleichbar, da der Ansatz auch auf Prinzipien beruht und zum gleichen Ergebnis, nämlich einem kontinuierlichen Verbesserungsprozess führt. Im Gegensatz zu EFQM ist die zielgerichtete Personalführung und -entwicklung Ausgangspunkt aller Überlegungen und nicht nur ein – wenn auch zentraler – Faktor unter anderen. Die zugrunde liegende Haltung ist somit eine andere. Investors in People führt allein durch die Fokussierung auf Führung und Entwicklung der Mitarbeitenden zu Verbesserungen. 
Die Einführung von Investors in People ist weniger aufwändig als das EFQM-Modell. Das Assessment führt zur Verleihung des Investor in People Labels, das sich wie eine ISO-Zertifizierung im Marketing – vor allem im Personalmarketing – nutzen lässt. 
Investors in People verbindet die Vorteile eines nach außen wirksamen Labels mit einer ganzheitlichen, systematischen und unbürokratischen Vorgehensweise, die Personalführung und -entwicklung konsequent auf die Unternehmensziele ausrichtet.
Unabhängige Forschungsinstitute bescheinigen regelmäßig den positiven Effekt von Investors in People auf den Gewinn.